# Лиляна Йоргованович
Лиляна Йоргованович (на сръбски: Љиљана Jорговановић или Ljiljana Jorgovanović) е популярна сръбска текстописка. Пише текстовете на песни на едни от най-популярните сръбски певци, като Светлана Цеца Ражнатович, Индира Радич, Желко Йоксимович, Аца Лукас и други. Неин е текстът на песента на английски език „Synonym“ на Желко Йоксимович.

## Албуми
Избрано
- Рука Правде (2000), албум на Елма
- Рођендан (2000), албум на Аца Лукас и Фута Банд
- Горе од љубави (2004), албум на Цеца Ражнатович
- Идеално лоша (2006), албум на Цеца Ражнатович
- Лепо се повреди (2007), албум на Индира Радич
- Здраво Мариjo (2008), албум на Северина
- Уђи слободно (2008), албум на Лепа Брена
- Љубав живи (2011), албум на Цеца Ражнатович
- Ц-клуб (2012), албум на Цеца Ражнатович
- Позив (2013), албум на Цеца Ражнатович
- Аутограм (2016), албум на Цеца Ражнатович